# Загублена (фільм)
«Загу́блена» (англ. Gone Girl) — американський фільм режисера Девіда Фінчера за однойменним романом американської письменниці Ґіліян Флінн. У головних ролях — Бен Аффлек і Розамунд Пайк. Прем'єра фільму в Україні відбулася 2 жовтня 2014. На 1 березня 2024 року фільм займав 190-ту позицію у списку 250 кращих фільмів за версією IMDb.

## Сюжет
5 липня. Той самий ранок. У день п'ятої річниці шлюбу Нік Данн (Бен Аффлек) їде в бар «Бар» до своєї сестри Марго (Керрі Кун), аби обговорити подружнє життя та нестерпну дружину. Проте, коли повертається додому з ранкового від'їзду, Емі (Розамунд Пайк) вже немає, натомість у будинку розкидані меблі та розбите скло. Нік викликає копів. Розпочинається пошук зниклої Емі Елліотт-Данн, який швидко набуває широкого розголосу в ЗМІ. Детективи розпитують Ніка, чи була в його дружини робота, друзі, проте він не може ствердно відповісти на запитання. Стає відомо, що пара переїхала з Нью-Йорка після того, як мати Ніка захворіла на рак грудей. Поліція знаходить плями крові на кухні та лист-загадку в шафці з білизною Емі.
6 липня. Один день зі зникнення. Нік та батьки Емі, Ренд і Мерібет Елліотти, виступають на пресконференції. Зникнення прототипу головної героїні дитячих книжок «Неймовірна Емі», авторами яких є її батьки, стає головною подією в стрічці новин. Головоломка, яку знайшли в речах Емі веде до другої загадки, яка, своєю чергою, приводить Ніка до хатини його батька («брунатна хатинка»). Там він знаходить конверт зі ще однією запискою від дружини.
Відеоряд фільму часто переривається на флешбеки, в яких Емі записує у щоденник спогади про життя з Ніком. Перша зустріч, освідчення, втрата роботи, переїзд в Міссурі, постійні сварки. Емі розповідає про те, яким нестерпним став її чоловік, як він вдарив її вперше, як вона почала боятись його і як вирішила купити собі пістолет. «Він може мене вбити», — останній запис у щоденнику.
8 липня. Зникла три дні тому. Марго дізнається, що увесь цей час у Ніка була коханка, молоденька студентка, з якою він зустрічається у домі сестри. Тим часом на пошуки Емі збирається велика кількість волонтерів. А Нік все більше і більше дискредитує себе. Його незрозуміла поведінка висвітлюється у пресі як ознака соціопатії. З'ясовується, що Емі була вагітна. Випливає незрозумілий список покупок (собака-робот, ключки для гольфу, телевізор і т. п.) та величезні борги на кредитці. Докази, що вказують на викрадення, видаються інсценованими. Підвищення суми страхування життя Емі. Все вказує на те, що сам Нік убив власну дружину. Він стає головним підозрюваним.
Детективи Ронда Боні (Кім Діккенс) та офіцер Джим Гілпін (Патрік Фуджит) обшукують «брунатну хатинку» і знаходять у підвалі обгорілий щоденник Емі Данн. Нік розгадує останню загадку та знаходить в сараї для дров всі ті дорогезні речі, які начебто він сам купив.
9 липня. Зникла чотири дні тому. Нік наймає адвоката Таннера Болта (Тайлер Перрі) і зустрічається з колишніми своєї дружини (Томмі О'Хара та Дезі Колінгз).
11 липня. Шість днів зі зникнення. Таннер пропонує Ніку виступити на ток-шоу Шерон Шибер (Села Ворд), на якому він повинен буде розповісти про свою коханку Енді (Емілі Ратаковскі).
12 липня. Сім днів зі зникнення. Ніколас ретельно готується до інтерв'ю, але Енді зізнається швидше. Проте Нік не відмовляється від ток-шоу. Розмова з Шерон Шибер у прямому ефірі кардинально міняє ставлення людей до Ніка Данна. Та все ж від арешту його це не рятує.
4 серпня. 30 днів зі зникнення. Вся в крові та знесилена Емі повертається додому. Нік зустрічає її словами: «Ах ти ж чортове стерво». Під спалахи фотокамер вона непритомніє в нього на руках.

## Актори

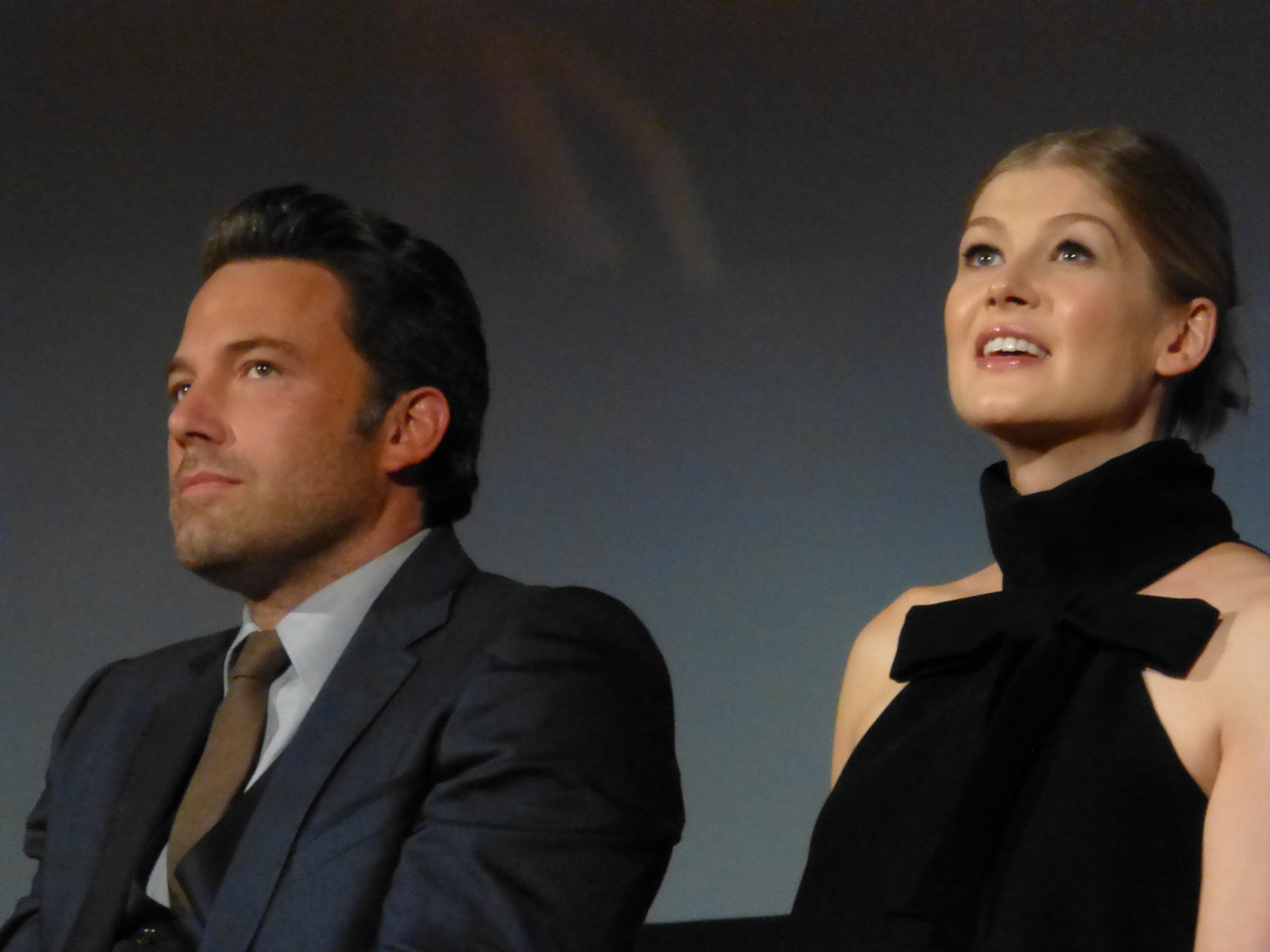
Аффлек і Пайк на прем'єрі фільму на Нью-Йоркському кінофестивалі

| Актор             | Роль                    |
| ----------------- | ----------------------- |
| Бен Аффлек        | Нік Данн                |
| Розамунд Пайк     | Емі Елліот Данн         |
| Ніл Патрік Гарріс | Дезі Коллінгз           |
| Тайлер Перрі      | Таннер Болт             |
| Кім Діккенс       | Детектив Ронда Боні     |
| Патрік Ф'юджит    | Детектив Джим Гілпін    |
| Кейсі Вілсон      | Ноель Хоторн            |
| Міссі Пайл        | телеведуча Еллен Ебботт |
| Емілі Ратаковскі  | Енді Гарді              |
| Скут Макнейрі     | Томмі О'Хара            |
| Бойд Голбрук      | Джефф                   |
| Ліза Бейнс        | Мерібет Елліот          |
| Сіла Ворд         | телеведуча Шарон Шибер  |
| Скотт Такеда      | телевізійний продюсер   |

## Нагороди та номінації

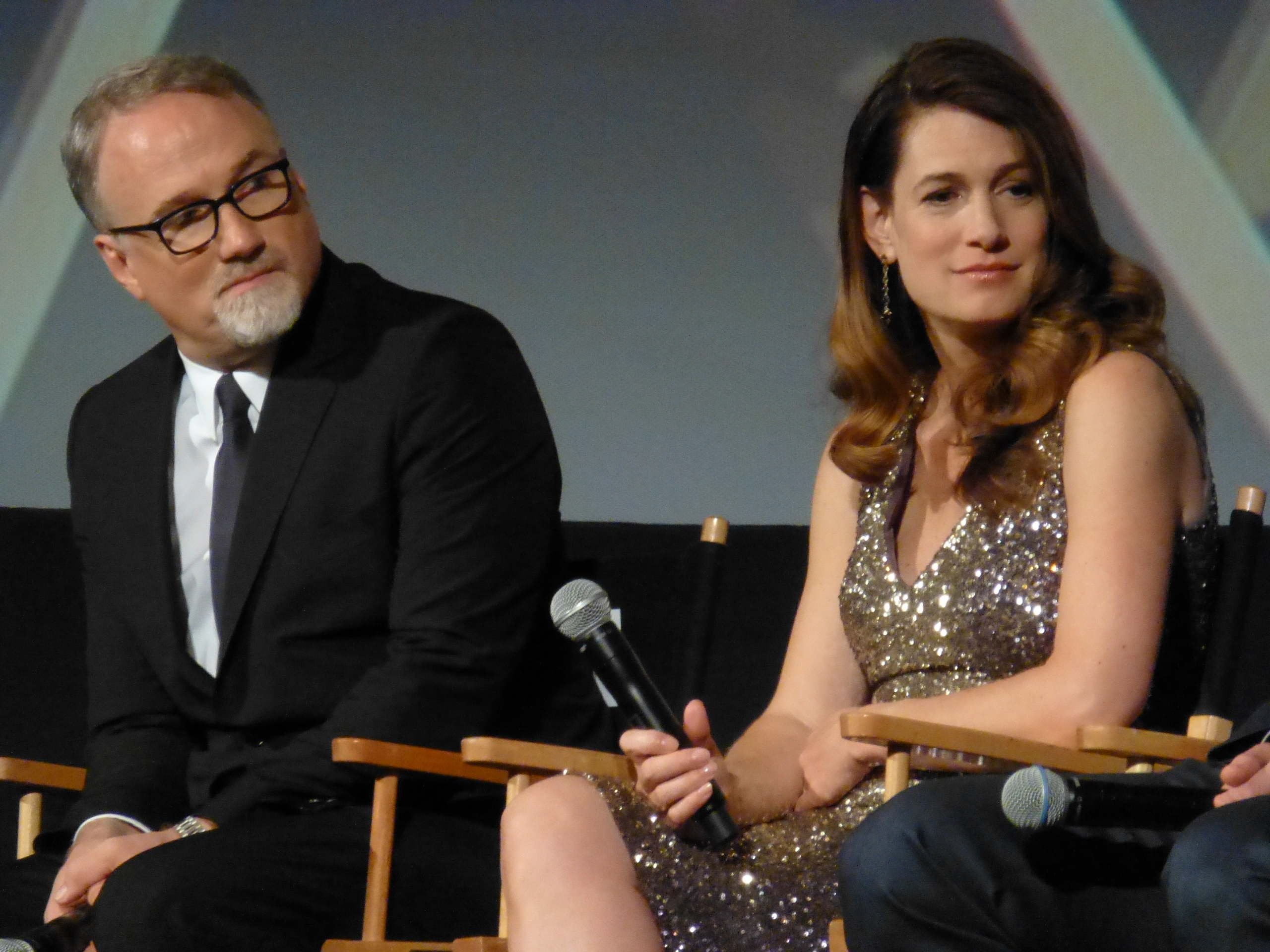
Девід Фінчер і Гіліян Флінн

Картина отримала, в цілому, схвальні відгуки критиків і глядачів. За рецензіями рейтинг стрічки на Rotten Tomatoes склав 88 %, сайт IMDb зібрав на неї у своїй базі близько 500 рецензій.
| Рік  | Нагорода               | Категорія                  | Номінант                   | Результат |
| ---- | ---------------------- | -------------------------- | -------------------------- | --------- |
| 2014 | «Кінопремії Голлівуду» | Найкращий фільм            |                            | Перемога  |
| 2014 | «Кінопремії Голлівуду» | Найкращий сценарист        | Джилліан Флінн             | Перемога  |
| 2014 | «Кінопремії Голлівуду» | Звук року                  | Рен Клайс                  | Перемога  |
| 2015 | Премія «Вибір народу»  | Найкращий фільм-трилер     |                            | Перемога  |
| 2015 | «Золотий глобус»       | Найкращий режисер          | Девід Фінчер               | Номінація |
| 2015 | «Золотий глобус»       | Найкраща жіноча роль       | Розамунд Пайк              | Номінація |
| 2015 | «Золотий глобус»       | Найкращий сценарій         | Джилліан Флінн             | Номінація |
| 2015 | «Золотий глобус»       | Найкращий музика до фільму | Трент Резнор, Аттікус Росс | Номінація |
| 2015 | Премія «Оскар»         | Найкраща жіноча роль       | Розамунд Пайк              | Номінація |